# بيلهام الدريتش
بيلهام الدريتش(بالإنجليزية: Pelham Aldrich)‏: الدريتش (12 نوفمبر 1930- 8 ديسمبر 1844) كان ضابط البحرية الملكية والمستكشف، وُلد في ميلدنهال، سوفولك، سوفولك، ابن الدكتور بيلهام الدريتش واليزابيث الدريتش فرانسيس، وتزوج إديث كارولين في عام 1875. دخل البحرية الملكية كطالب ضابط البحرية في يونيو 1859 وتمت ترقيته إلى رتبة ملازم في 17 ايلول 1864 وإلى اللفتنانت في 11 سبتمبر 1866 . تقاعد من البحرية في 22 مارس عام 1908 وانتقل إلى وكروفت، Bealings العظمى. وتوفي في Bealings العظمى ودفن في باحة الكنيسة المحلية في 17 نوفمبر 1930. دفن زوجته في نفس المكان في 6 أيار 1943.
مترجم من Pelham Aldrich